# Holy Motors
Holy Motors ("Heliga motorer") är en fransk dramafilm från 2012 i regi av Leos Carax, med Denis Lavant och Édith Scob i huvudrollerna. Lavant spelar en man som växlar mellan olika liv. Filmen var Carax' första långfilm på 13 år. Den hade premiär i  vid Filmfestivalen i Cannes 2012.

## Medverkande
- Denis Lavant som Monsieur Oscar
- Édith Scob som Céline
- Eva Mendes som Kay M.
- Kylie Minogue som Eva / Jean
- Élise L'Homeau som Léa / Élise
- Jeanne Disson som Angèle
- Michel Piccoli som mannen med födelsemärket
- Leos Carax som Leos Carax

## Tillkomst

### Utveckling
Före Holy Motors hade Leos Carax under fem år försökt bekosta en stor engelskspråkig film. Då finansiärerna var ovilliga att investera bestämde sig Carax, vars senaste långfilm då var Pola X från 1999, för att först göra en mindre franskspråkig film, med målet att åter bli framträdande inom internationell film. Med inspiration från portmanteaufilmen Tokyo!, där Carax medverkat med en förbeställd kortfilm, bestämde sig Carax för att skriva en billig film förbestämt för sin vanliga samarbetspartner Denis Lavant. Carax lyckades övertala möjliga investerare om att filmen skulle bli billig genom att välja digitalt foto, något han annars starkt förkastar.
Filmens grundidé utgick från en trend Carax iakttagit där kinesiska invandrare i Paris använde utdragna limousiner till sina bröllop. Regissören blev intresserad av bilarnas otymplighet: "De är utdaterade, som forna tiders futuristiska leksaker. Jag tror de markerar slutet på en tidsålder, den med stora synliga maskiner." Ur detta växte en idé om en film om samhällets ökande digitalisering; ett science fiction-scenario där livsformer och synliga maskiner delar en gemensam överflödighet. Öppningsscenen är inspirerad av en saga av E.T.A. Hoffmann, om en man som upptäcker en hemlig dörr i sitt sovrum som leder till ett operahus.
Holy Motors producerades genom Pierre Grise Productions för en budget på 3,9 miljoner euro, vilken inbegrep pengar från CNC, Île-de-Frances filmfond, franska Arte, franska Canal+ och Ciné+. Filmen är till 20% en tysk samproduktion genom bolaget Pandora, och mottog 350 000 euro från den fransk-tyska kommittén för samproduktionsstöd.

### Rolltillsättning
Carax sade om huvudrollen, som han specialskrivit för Lavant: "Om Denis hade tackat nej till filmen, skulle jag erbjudit rollen till Lon Chaney, eller till Chaplin. Eller till Peter Lorre eller Michel Simon." Édith Scob hade tidigare arbetat med Carax i De älskande på Pont-Neuf, men hade där nästan helt klippts bort från den färdiga filmen, så Carax kände sig skyldig att ge henne en större roll. Han tyckte också att Holy Motors redan hade skuld till George Franjus De bestialiska, i vilken Scob har en huvudroll, så Carax anlitade henne som en uttrycklig vink till den filmen. Figuren Kay M. kom från ett nedlagt projekt som skulle ha Lavant och Kate Moss i huvudrollerna, och följa figuren Merde från Tokyo! i Förenta staterna. Eva Mendes fick rollen efter att ha träffat Carax på en filmfestival och de båda sagt sig vilja jobba ihop. Carax fick upp ögonen för Kylie Minogue efter att deras gemensamma vän regissören Claire Denis föreslagit henne till en roll i ett nedlagt projekt. Rollen som spelas av Michel Piccoli var ursprungligen tänk för Carax själv, men han ansåg att det skulle bli missledande om den spelades av en regissör. När Piccoli tillsatts var tanken att sminka honom oigenkännlig och använda en pseudonym, men informationen läckte till media.

### Inspelning och efterarbete
Inspelningen skedde i Paris och ägde rum från september till november 2011. Filmmusiken innehåller Minogues framförande av originallåten "Who Were We?" skriven av Carax och Neil Hannon, samt tidigare utgiven musik av Dmitrij Sjostakovitj, Sparks, Manset, R. L. Burnside, och spåret "Sinking of Bingou-Maru" från Godzilla - monstret från havet.

## Utgivning
Filmen hade premiär 23 maj 2012 i huvudtävlan vid Filmfestivalen i Cannes 2012. Variety rapporterade att visningen mottogs med "tjutande och ropande rakt ut" och "en storm av kritisk upprymdhet på Twitter. Les Films du Losange släppte den i Frankrike 4 juli. Svensk distributör är TriArt Film.